# Операция «Роланд»
Операция «Роланд» (нем. die Operation «Roland», das Unternehmen «Roland») — это ограниченная наступательная операция германских войск группы армий «Юг», спланированная после принятия решения о прекращении операции «Цитадель». Должна была состояться в июле 1943 года, на южном участке Курской дуги. Операция была свёрнута в самом начале, 17 июля 1943 года, в результате осложнения ситуации на других участках советско-германского фронта, в том числе из-за начала Миусской наступательной операции советских войск. 

## Планирование операции
После встречи с Гитлером 13 июля Манштейн спешно начал разрабатывать операцию «Роланд». В общем виде, согласно мемуарам Манштейна, план операции был следующим:

После моего возвращения в штаб группы и совещания с обоими командующими армиями 16 июля были изданы приказы, согласно которым мы должны были нанести удары противнику еще до окончания битвы в районе Курской дуги.
4 танковая армия имела задачу — двумя короткими ударами на север и запад окончательно разбить части противника, расположенные южнее Псела.
Армейская группа Кемпфа должна была прикрыть эти атаки, действуя в восточном направлении, и одновременно, взаимодействуя с 4 армией, уничтожить группировку противника, окруженную на стыке между обеими армиями.

Затем командование группы предполагало отвести обе армии на исходные позиции, несколько улучшенные в связи с характером местности, чтобы высвободить необходимые силы. Будет ли еще возможно разгромить ударом танков в западном направлении стоящие перед фронтом 52 ак силы противника — зависело от обстановки— Утерянные победы
Согласно плану операции, 48-й танковый корпус 4-й танковой армии должен был возобновить своё наступление по направлению к Обояни. Дивизия СС «Лейбштандарт» должна была сдать свои позиции 11-й тд 48-го тк и выйти в резерв. «Рейх» должна была сместиться на запад и примкнуть к 11-й тд. Дивизия «Мёртвая голова» должна была обеспечить восточный фланг, пока 11-я тд занимает прежние позиции «Лейбштандарта». 7-я тд из 3-го тк должна была покинуть корпус и переместиться на запад на прежние позиции 11-й тд. Остальные силы 3-го тк продвигались к западу и занимали оборону по реке Северский Донец. После этой сложной перегруппировки войска двух корпусов должны были наступать вдоль дороги на Обоянь (48-й тк слева, «Рейх» и 11-я тд справа) и взять город. Таким образом 1-я ТА под командованием Катукова будет изолирована от 5-й гв. ТА под командованием Ротмистрова и уничтожена. 

## Предшествующие события
На правом фланге вклинения в оборону Воронежского фронта немецкие войска силами 3-го танкового корпуса и 2-й танково-гренадерская дивизии СС «Рейх» из 2 танкового корпуса СС попытались окружить и уничтожить советские войска в междуречье Северного и Липового Донца (48-й стрелковый корпус с частями усиления). Данное решение было принято после отказа 2-го танкового корпуса СС от попыток окружить советские войск в районе Прохоровки в результате битвы под Прохоровкой 12—13 июля. Немецкое командование решило нанести удар силами дивизии «Рейх» навстречу 3-му танковому корпусу, которые увяз в боях из-за сильного сопротивления советских войск. Наступление дивизии «Рейх» началось утром 14 июля 1943 года, и к 15 июля два немецких танковых корпуса соединились. Однако большая часть советских войск утром 15 июля была выведена из выступа и избежала окружения . Выравнивание линии фронта на этом участке позволило начать перегруппировку согласно плану операции «Роланд».
На левом фланге вклинения, западнее дороги Белгород—Обоянь, 48-й танковый корпус 4 ТА немцев в течение 14 июля пытался окружить советские войска в урочище Толстое (10-й танковый корпус 1-й ТА и другие части). Немецкие войска с большим трудом продвигались вперед, отбивая многочисленные атаки. Но к вечеру советские части организованно оставили урочище, что вызвало серьезные нарекания в адрес бригады Деккера (укомплектованной новейшими танками «Пантера»). Как отмечено в Журнале боевых действий корпуса: «Таким образом, большая операция с целью окружить противника в результате безответственного отхода танковой бригады дивизии «Великая Германия» окончилась неудачей». В течение 15 июля интенсивность боевых действий существенно снизилась.

## Отмена операции
16 июля 2-й тк СС получил приказ на отход, однако командир корпуса Пауль Хауссер продолжил перегруппировку в соответствии с планом Манштейна на случай если Гитлер изменит свою позицию. В ночь с 16 на 17 июля перегруппировка для начала операции была завершена (по крайней мере, дивизией «Лейбштандарт»), 3-й тк был передан из АГ «Кемпф» в 4-ю танковую армию. Однако вместо приказа о начале операции поступили приказы на отход и операция «Роланд» была прекращена. 17 июля 1943 года советские войска Юго-Западного и Южного фронтов начали крупное наступление на Миус-фронте и реке Донец против Южного крыла группы армий «Юг», который обороняли части 6-й армии и 1-й танковой армии. Начался отвод 2-го танкового корпуса СС с рубежей около Прохоровки на оборонительные позиции около Белгорода. 18 июля 2-й танковый корпус СС получил приказ о передислокации в район севернее Сталино.